# Кумбран
Кумбра̀н (на английски: Cwmbran; на уелски: Cwmbrân, Кумрба̀ан) е град в Южен Уелс, графство Торвайн. Макар че се намира на територията на графство Торвайн Кумбран е главен административен център на графство Мънмътшър. Разположен е около река Авон Луид на около 20 km на север от централната част на столицата Кардиф. Основан е през 1949 г. Има жп гара. Населението му е 47 254 жители според данни от преброяването през 2001 г.

## Спорт
Представителният футболен отбор на града се казва АФК Кумбран Таун. Дългогодишен участник е в Уелската Висша лига и първи шампион на Уелс.